# Ambel (Franciaország)
Ambel település Franciaországban, Isère megyében. Lakosainak száma 32 fő (2022. január 1.). Ambel Beaufin, Corps, Monestier-d’Ambel, Pellafol és Châtel-en-Trièves községekkel határos.

## Népesség
A település népességének változása:
| Lakosok száma | 26   | 22   | 38   | 26   | 18   | 22   | 28   | 27   | 27   | 32   |
|               | 1968 | 1982 | 1990 | 2006 | 2013 | 2015 | 2017 | 2019 | 2020 | 2022 |